# Cucchiara (cognome)
Cucchiara è un cognome di lingua italiana.

## Varianti
Cocchiara.

## Origine e diffusione
Il cognome è tipicamente meridionale.
Potrebbe derivare dal termine dialettare cucchiara, "grosso cucchiaio", o costituire una variante del cognome Cocco.
La variante Cocchiara è lombarda.

## Persone
- Dalila Cucchiara (n. 1979), cestista italiana
- Joseph Cucchiara (1889-1966), missionario italiano
- Tony Cucchiara (n. 1937), cantautore e attore italiano